# White Oak (Texas)
White Oak is een plaats (city) in de Amerikaanse staat Texas, en valt bestuurlijk gezien onder Gregg County.

## Demografie
Bij de volkstelling in 2000 werd het aantal inwoners vastgesteld op 5624.
In 2006 is het aantal inwoners door het United States Census Bureau geschat op 6255, een stijging van 631 (11.2%).

## Geografie
Volgens het United States Census Bureau beslaat de plaats een oppervlakte van
23,6 km², waarvan 23,5 km² land en 0,1 km² water. White Oak ligt op ongeveer 130 m boven zeeniveau.

## Plaatsen in de nabije omgeving
De onderstaande figuur toont nabijgelegen plaatsen in een straal van 12 km rond White Oak.